# ジュネーヴ諸条約第一追加議定書
ジュネーヴ諸条約第一追加議定書（ジュネーヴしょじょうやくだいいちついかぎていしょ,外務省:1949年8月12日のジュネーヴ諸条約の国際的な武力紛争の犠牲者の保護に関する追加議定書（議定書Ⅰ）、英: Protocols Additional to the Geneva Conventions of 12 August 1949, and relating to the Protection of Victims of International Armed Conflicts (Protocol I)）は、1977年6月8日の国連人道法外交会議で採択された議定書である。
1949年のジュネーヴ諸条約に共通する第二条（ジュネーヴ諸条約共通二条）に規定される事態について適用される。日本赤十字社が定めている名称は国際的武力紛争の犠牲者の保護に関し1949年8月12日のジュネーブ諸条約に追加される議定書。

## 経緯
19世紀半ば以降、武力紛争の際の傷病者、捕虜等の犠牲者を保護するために種々の条約が作成された。第二次世界大戦後の1949年に、それらの条約の集大成としてジュネーヴ諸条約として整理された。その後、植民地独立の動き、軍事技術の発達等により武力紛争の形態が多様化したため、内乱等に適用されるジュネーヴ諸条約第二追加議定書と併せて本追加議定書が作成された。

## 成立
- 1977年6月8日 - 国連人道法外交会議にて採択
- 1977年12月12日 - ベルンにて署名のため開放
- 1978年12月7日 - 効力発生

## 加盟
- 署名 - 59カ国
- 批准 - 175カ国（2025年7月22日現在）

### 日本
- 加入 - 2004年8月31日（2004年の159回国会において両院通過）
- 発効 - 2005年2月28日
  - 通過議案名:『千九百四十九年八月十二日のジュネーヴ諸条約の国際的な武力紛争の犠牲者の保護に関する追加議定書（議定書I）の締結について承認を求めるの件』
  - 関連法案名: 
    - 武力攻撃事態等における捕虜などの取扱いに関する法律案
    - 国際人道法の重大な違反行為の処罰に関する法律案
    - 武力攻撃事態等における国民の保護のための措置に関する法律案